# 穆氏暗光魚
穆氏暗光鱼（学名：[Maurolicus muelleri] 错误：{{Lang}}：文本有斜体标记（帮助））为輻鰭魚綱巨口魚目褶胸鱼科暗光鱼属的其中一種鱼类。分布於大西洋及東南太平洋、地中海和红海海域。该物种的模式产地在挪威。
穆氏暗光鱼體長可達8公分，為深海魚類，約棲息於150-1317米水深，最深可達1524公尺，會進行垂直性洄游，屬肉食性，可作為食用魚。